# CubeBug-2
CubeBug-2 (auch LUSAT-OSCAR 74 oder Manolito) ist ein argentinischer Amateurfunk- und ehemaliger Technologieerprobungssatellit. Seine COSPAR-Bezeichnung lautet 2013-066AA.

## Aufbau und Nutzlast
Bei CubeBug-2 handelt es sich um einen Cubesat der Größe 2U. Der Satellit sendet auf 437,445 MHz in der Betriebsart AX.25.

## Missionsverlauf
CubeBug-2 wurde zusammen mit DubaiSat 2 sowie zahlreichen weiteren Sekundärnutzlasten am 21. November 2013 mit einer Dnepr-Rakete vom Kosmodrom Jasny ins All gestartet.